# Emil Vogel
Emil Wilhelm Vogel (20 de julio de 1894-1 de octubre de 1985) fue un general alemán durante la II Guerra Mundial que comandó el XXXVI Cuerpo de Montaña. Fue condecorado con la Cruz de Caballero de la Cruz de Hierro con Hojas de Roble.

## Biografía
Emil Vogel nació en Zwickau, Sajonia, el 20 de julio de 1894. En agosto de 1914 se incorporó al Ejército alemán como enseña, y después fue comisionado como teniente en un batallón de ingenieros bávaro, sirviendo en la I Guerra Mundial. Se reincorporó al ejército después de la guerra, pasando a ser oficial de estado mayor.
El estallar la II Guerra Mundial en 1939, Vogel era jefe de Estado Mayor del VII Cuerpo, después del XX Cuerpo, recibiendo la Cruz Alemana en Oro en abril de 1942. En septiembre de 1942 asumió el mando de la 101.ª División Jäger, sirviendo en el sector sur del frente oriental. Mientras estuvo con la división fue condecorado con la Cruz de Caballero de la Cruz de Hierro en agosto de 1943 por su servicio en la cabeza de puente del Kuban, y las Hojas de Roble de la Cruz de Caballero en mayo de 1944 por su participación en la defensa de la bolsa de Kamenets-Podolsky. A partir de agosto de 1944 asumió el mando del XXXVI Cuerpo de Montaña sirviendo en Finlandia y el norte de Noruega, donde se rindió con su unidad en mayo de 1945.
Vogel terminó la guerra con el rango de General de Tropas de Montaña (General der Gebirgstruppe).

## Condecoraciones
- Cruz de Hierro (1914) 2ª Clase (11 de junio de 1915) & 1ª Clase (25 de octubre de 1916).[6]
- Broche de la Cruz de Hierro (1939) 2ª Clase (25 de septiembre de 1939) & 1ª Clase (20 de octubre de 1939).[6]
- Cruz Alemana en Oro el 25 de abril de 1942 como Oberst im Generalstab del General-Kommando del XX. Armeekorps.[2]
- Cruz de Caballero de la Cruz de Hierro:
  - Cruz de Caballero el 7 de agosto de 1943 como Generalleutnant y comandante de la 101.ª División Jäger.[4]
  - Hojas de Roble el 14 de mayo de 1944 como Generalleutnant y comandante de la 101.ª División Jäger.[5]